# Astorga, Španija
Astorga (španska izgovarjava: [asˈtoɾɣa]) je občina in mesto v Španiji, v osrednjem območju province León v avtonomni skupnosti Kastilija in Leon, 43 kilometrov jugozahodno od prestolnice province. Leži med Páramo Leonés in Leonskimi gorami in deluje kot hrbtenica okrožij Maragatería, La Cepeda in Ribera del Órbigo. Mesto je na čelu ene najobsežnejših in najstarejših škofij v Španiji, katere pristojnost zajema polovico province León ter del Ourense in Zamore. Je tudi sedež sodnega okraja številka 5, province León.
Astorga leži na območju Maragateríe (starodavne zgodovinske regije ali tradicionalne comarce), majhne etnične in kulturne skupnosti z značilnimi običaji in arhitekturo. Mesto leži na križišču francoske Jakobove poti, najbolj priljubljene poti in poti Ruta de la Plata, alternativne poti svetega Jakoba (špansko Camino de Santiago). Sveti Turibij iz Astorge je bil škof mesta v 5. stoletju.

## Zgodovina
Časovnica galicijske zgodovine, ki vključuje Astorgo, ima artefaktne dokaze, ki segajo že več kot 200.000 let, pred paleolitikom. 210 km od Astorge v gorah Atapuerca (Sierra de Atapuerca) obstaja bogat fosilni zapis najstarejših ljudi v Španiji. Znanstvena študija teh ostankov ponuja neprecenljive informacije o videzu in načinu življenja teh ljudi. Območna vlada Kastilije in Leona je to območje določila za kulturni prostor Espacio.
Kositrni predmeti, datirani v c. 2750 pr. n. št. z uporabo metalurške difuzijske kronološke datacije so našli na območju Astorge. Artefakti, kot so cevne in dvojne obročaste sekire, so bili najdeni v Astorgi in so pomembni za atlantski kulturni kompleks iz bronaste dobe c. 1300–700 pr. n. št., ki so vključene v kulture Castro.
- Astorga je v železni dobi prišla pod kulturni vpliv Keltov; lokalna keltska ljudstva so naselila območje okoli leta 275 pred našim štetjem, znani kot Asturi in Kantabri. Kasneje je postala eno od rimskih utrdb v regiji, ki so jo imenovali Asturica.
- Med kantabrijskimi vojnami (28. in 19. pr. n. št.) sta bili rimski VI. legija Victrix (6. zmagovita legija) in X. legija Gemina (10. dvojna legija) poslani in vzpostavili kastrum (castro) na leoneški zemlji. Ta kastrum je bil strateško postavljen med reki Jerga in Tuerto. Kastrum je bil pomemben zaradi revolucij Asturov (22 pr. n. št.) In bližine rudnikov zlata v Las Médulas.
- Po punskih vojnah leta 146 pred našim štetjem so Rimljani svojo pozornost usmerili v osvajanje Hispanije. Po Paulu Oroziju se je pleme Galeci s 60.000 možmi soočilo z rimskimi silami, ki jih je vodil Decim Junij Brut Callaic leta 137 pr. n. št. v bitki pri reki Douro. Od tedaj so se galejski borci pridružili rimskim legijam, da bi služili tako daleč kot Dakija in Britanija. Končno izumrtje keltskega upora je bil cilj silovitih in neusmiljenih kantabrijskih vojn, ki so se bile pod cesarjem Avgustom od 28. do 19. pr. n. št.
- Rimsko mesto je bilo ustanovljeno leta 14 pr. n. št., cesar Oktavijan ga je imenoval Asturica Augusta, zdaj znana kot Astorga. [5] Postala je pomembno upravno in vojaško središče.

Rimsko obzidje je škof Nuño obnovil okoli leta 1242 in so ga v srednjem veku večkrat popravili. V mestu so uporabljali termalne kopeli s sistemom vroče, tople in hladne vode, savne in dva glavna kanalizacijska sistema. Ruševine rimskih kopališč so vidne še danes.
- Leta 35 našega štetja, ko so se razvijali rudarski načrti, je bil ta rimski kastrum preoblikovan in zgrajen s pomočjo vojske v mesto. Deželna prestolnica in stičišče štirih vojaških cest. Ruta de la Plata (Srebrna pot) je starodavna trgovska in romarska pot, ki povezuje Astorgo z Mérido. Zamišljena je bila in zgrajena kot trgovska pot za izkoriščanje zlata. Rimska cesta je Rimljanom omogočala osvajanje plemen, kot so Calaici, Asturi in Vakcejci. Plinij Starejši je leta 73 našega štetja govoril o Via de la Plata. Cesta se je raztezala okoli 900 km in bila za Rimljani zelo pomembna za rudnike zlata Las Médulas in rudnike bakra ob reki Rio Tinto.
- Asturica je bila glavno mesto na severozahodu Španije v času Rimskega cesarstva. Plinij Starejši, naravoslovec in filozof, pa tudi mornariški in vojaški poveljnik je mesto imenoval Urbs magnifica ('veličastno mesto'). Via Platea je potekala od Asturice (Astorga) do Emerite (Mérida). Ena od prvih treh škofij v Španiji je bila ustanovljena v Astorgi, znana kot rimskokatoliška škofija Astorga. Naslov škofa Astorge je eden najstarejših verskih naslovov v Evropi.
- Astorgo je vizigotski kralj Teodorik II. opustošil nekje v času njegove vladavine. 5. oktobra 456 je v bitki pri Campus Paramus, 19 km od Astorge na Urbiku (Órbigo), je Teodorik II. vodil vojsko v Španijo in premagal Rehiarja, svebski kralj Galicije (od 415 do decembra 456). Med valovi invazije germanskih plemen na polotok je bil opisan škof Turibio. Dokumentiral je spremenjenje svebskega kralja Remismunda v arijanstvo in si prizadeval za obnovo cerkva, ki so jih uničili Vizigoti. Škof je lahko odpotoval v Rim, od koder je pripeljal domnevno relikvijo pravega križa, za katero je ustanovil samostan Santo Toribio de Liébana, kjer je še vedno shranjen. Ker so Rimljani imeli nadzor nad mestom, je v času zgodnje cerkve postalo krščanstvo na tem območju zelo priljubljeno. Obstaja legenda, da sta Sveti Jakob (Santiago) in sveti Pavel pridigala v Astorgi in obstajajo dokazi, da je že obstajala škofija okoli 3. stoletja. Na samem začetku pontifikata Leona I., v letih 444-447, je Toribij, škof Astorge v Leónu, v Rim poslal memorandum, v katerem je opozoril, da priscilizem nikakor ni mrtev in poročal, da šteje celo škofe med svoje privržence in prosil za pomoč rimski sedež. Razdalja je bila v 5. stoletju nepremagljiva. Germanska plemena, Vizigoti, so prevzela nadzor nad Astorgo in uničila rimsko mesto. Vendar je uspevalo s pomočjo svetih Toribija, Fructuosa in Valerija.
- Po umiku berberov, ki so se pridružili nastajajočemu berberskemu uporu (739-742) in kampanjam Alfonza I. Asturijskega (742-757) proti Andaluzijcem, je bilo mesto zapuščeno. V skoraj prazni varovalni coni med Mavri in kristjani v tistem času znana kot Puščava Duera je bil del prizadevanja Repoblación (ponovna naselitev), ki so ga stoletje kasneje izvedli v času vladavine Ordona I. Asturijskega (850-866). Astorga je trpela zaradi dekadence do 11. stoletja, ko je mesto postalo glavno postajališče na francoski poti romarjev do groba svetega Jakoba v Santiagu de Compostela. Stolnica se je začela graditi v 15. stoletju in končala konec 18. stoletja.
- Judje so v utrjenem delu Astorge živeli že v 11. stoletju. Kasneje so naselili dve četrti v mestu. Ob starem mestnem obzidju je prej potekala ulica Paseo sinagoge. Številni Judje v Astorgi so bili v letih 1230–31 na silo spreobrnjeni v krščanstvo. Čeprav ni zapisov o usodi Judov iz Astorge med poboji leta 1391, so bili žrtve preganjanja leta 1412. Na sinodi v Valladolidu leta 1432 je skupnost Astorga zahtevala privilegije, ki so jih oprostili plačevanja kronskih davkov. Skupnost je obstajala do izgona Judov iz Španije leta 1492. Judje so v mestu ustanovili svojo trgovino. Do danes je Astorga dom izdelkov z dodano vrednostjo in posebnih izdelkov.
- Leta 1528 je Hernán Cortés v Španijo prinesel mehiški kakav. V muzeju čokolade v Astorgi so razstavljeni vrčki vroče čokolade iz 16. stoletja. Astorga je evropsko rojstno mesto čokolade. Čokolado Astorga vidimo po vsej regiji. Markizat Astorga, škofija in Maragato muleteri so iz Astorge naredili pionirja pri izdelavi čokolade v 17. stoletju. Leta 1914 je bilo v mestu 49 proizvajalcev čokolade.
- Leta 1747 je knjiga Antonia Martína vsebovala recept Mantecadas de Astorga (mantecada je kolač v velikosti mafina, podoben francoskemu pecivu madeleina). Evropska unija jih je označila za zgodovinsko in geografsko pomemben del španske kuhinje. Reference, ki kažejo, da je recept izviral od redovnice samostana Svetega Duha v Astorgi, ki je kasneje samostan zapustila in izdelek popularizirala. V Uradnem listu Evropske unije Regulativni odbor UNE-EN 45011 je prek certifikacijskega odbora vzpostavil standarde za Mantecadas de Astorga. Trgovinska zbornica Astorge poroča, da so španske železnice leta 1930 (španska severna in zahodna železniška družba) prepeljala 208 ton mantekadas de Astorga. Visok odstotek izdelka prodajo turistom skupaj z dobro znanim Hojaldres de Astorga (listnato testo Astorga).
- Med polotoško vojno so francoske napoleonske čete oblegale Astorgo. Astorga je bila najbolj oddaljeno mesto na Iberskem polotoku, v katerem je prebival cesar Napoleon. Obleganje 21. marca - 22. aprila 1810 je bil poskus francoskih sil, da bi v kampanji polotoške vojne zavzele Astorgo. Ta je bila na boku francoske invazije na Španijo in Portugalsko in naj bi bila med kampanjo uporabljena kot sedež.
- Astorga je bila zaradi svoje lege kraj, kjer so romarji lahko počivali in se pripravljali na vzpon na gore na zahodu ali na počitek po vzponu na vzhod. Astorga je imela 21 hospicev. Danes obstaja bolnišnica Hermana de la Caridad, zdravstvena ustanova pred stolnico, ki je bila zgrajena po uničenju bolnišnice iz 12. stoletja, ki je bila uničena leta 1756.
- Camino de Santiago (Jakobova pot) je 781 km dolgo romanje do stolnice v Santiagu de Compostela, kjer so pokopani posmrtni ostanki apostola sv. Jakoba To je  tretje največje romanje v krščanstvu že več kot 1000 let in obsega postanek v Astorgi. Film Pot je navdihujoč film leta 2010, v katerem sta Martin Sheen in Emilio Estevez prehodila Camino de Santiago.
- V drugi polovici 19. stoletja je Astorga uživala v prihodu železnice in razvoju sedanjega mesta, ki se širi zunaj rimskega obzidja. Astorga je spet povezava pomembne mreže cestnih povezav in si je povrnila družbeno in ekonomsko živahnost, ki ima kot glavno središče turizem.

## Demografija
Po občinskem registru INE za leto 2019 je imela občina Astorga 10.867 prebivalcev, od tega 5113 moških in 5754 žensk, kar je po številu prebivalcev peta občina v provinci. Glede distribucije je 10.475 živelo v Astorgi, 101 v Castrillo de los Polvazares, 111 v Murias de Rechivaldo, 50 v Santa Catalini de Somoza in 130 v Valdeviejasu. Mesto za razliko od drugih, kot sta León in Ponferrada, ni vedelo, kako pritegniti prebivalstvo regij, ki mu gravitirajo in je v 20. stoletju počasi raslo, svoj zgodovinski maksimum pa je doseglo leta 1981, saj je na številko za leto 1940 vplivala prisotnost vojakov in zapornikov državljanske vojne v mestu.
Od 1980-ih mesto beleži rahlo, a stalno upadanje prebivalstva kot posledico demografskega staranja, zmanjšanja števila rojstev in izseljevanja v bolj dinamična središča.

## Znamenitosti
- Stolnica svete Marije, Astorga iz 15. stoletja. Od leta 1931 je razglašena za nacionalni spomenik. Gotska stavba se je začela graditi leta 1471, v istih stenah svojih romanskih predhodnic iz 11.-13 stoletja.
- Škofovska palača iz 19. stoletja (Palacio Espiscopal), ki jo je zasnoval Antoni Gaudí in leta 1889 začel graditi, dokončal pa jo je leta 1913 Ricardo García Guereta po dvajsetletnem premoru. Danes je v njej Museo de los Caminos (Muzej Camino de Santiago).
- Mestna hiša, gradnja se je začela leta 1683. Je baročna stavba s tremi stolpi na pročelju, srednji z zvonovi. Gradnja stavbe mestne hiše se je začela leta 1683 po projektu Francisca de La Lastre in končala leta 1703. Kasneje balkoni (1730, Francisco García Casella), zaključki stranskih stolpov (1739, José Álvarez de la Viña), dodan je bil osrednji zvonik (1748, Domingo Martínez), ki je služil za namestitev ure in zvonov, največjega pa spremljata dve lutki, oblečeni v maragato, imenovani Juan Zancuda in Colasa, ki ure označujeta tako, da jo udarita. Fasada je v treh nadstropjih z osjo simetrije v polkrožnem loku, ki omogoča dostop do stavbe, zvonika in kraljevega grba. V kiparskem ansamblu v desnem in levem stolpu izstopajo elementi, ki delujejo kot bruhalniki, grbi mesta in markize Astorga. V notranjosti izstopa sejna dvorana, ki ji predseduje več spominskih nagrobnikov, nekateri se spominjajo slavnih osebnosti, kot so Manuel García Prieto, Pío Gullón Iglesias, Lope María Blanco de Cela, Manuel Gullón in García Prieto in Marcelo Macías ter drugi najpomembnejši datumi v zgodovini mesta. Stavbo je leta 1987 saniral Andrés Lozano.
- Rimski arheološki ostanki so zbrani ob Rimski poti: najbolj izstopajoče najdbe ustrezajo javni sferi; tako sta ohranjena dva termalna kompleksa - Termas Mayores in Termas Menores - in kanalizacijska mreža, ki je še vedno v uporabi; na forumu so Aedes Augusti, tempelj, posvečen cesarskemu kultu in rimska Ergástula, galerija ali kriptoportico, na kateri je bil nameščen Rimski muzej; ohranjen je tako imenovani Domus z mozaikom medveda in ptic, hiša, ki sledi tradicionalni shemi rimskega domusa in predstavlja eno najbolj značilnih zgradb rimskih časov v mestu.
- Rimski muzej ("La Ergastula").
- Ostanki starodavnega obzidja; Prva obramba, ki jo je imelo rimsko jedro, je bil jarek v taborišču, v katerem je bila X. legija Gemina, datiran že leta pred spremembo dobe. Gre za dva jarka v obliki črke V, ki jih je spremljal nasip in lesena palisada. Kasneje, v 1. stoletju, je bila zgrajena prva obzidana ograda s krožnimi stolpi, v 3. stoletju pa je bil hrib, na katerem je staro mestno jedro, popolnoma obdan z novim obzidjem. Ta, dolg okoli dva kilometra in skoraj pravokotne oblike je imel 27 polkrožnih kubusov - vsak je bil ločen za približno 16 metrov - in do bili v srednjem veku ponovno uporabljen. V 19. stoletju so dogodki v osamosvojitveni vojni večkrat poškodovali obzidje, pozneje pa so bili skoraj popolnoma porušeni severni in južni deli ter številni kubusi zahodnega kraka. Ostankov starih vrat ni, čeprav so ohranjena v ulični nomenklaturi: Puerta Obispo, Puerta del Rey, El Postigo, Puerta del Sol in Puerta de San Miguel.
- Muzej čokolade.

## Sladice
Astorga ima dolgo tradicijo izdelovanja slaščic. Zaradi slabega pridelka kamnitih polj v Maragateriji so se številni prebivalci tega območja preživljali kot prevozništvom. Temu je naklonjena lokacija Astorge na cesti med Madridom in galicijskimi pristanišči, iz katerih se je blago prevažalo iz kolonij v prestolnico. Tako je Astorga prišla v stik s kakavom in sladkorjem. Kmalu so se v mestu razvili proizvajalci slaščic, ki z nastopom industrializacije niso bili več konkurenčni. Astorga pa je še vedno znana po svoji:
- Čokoladi, narejeni v številnih različicah,
- Hojaldres, listnatem testu in
- Mantecados, fin maslen piškot.

V muzeju čokolade Museo de Chocolate lahko izveste o njihovi zgodovini v Astorgi in poskusite različne čokolade. Hojaldres in mantekado prodajajo v številnih pekarnah in trgovinah.

## Pobratena mesta
- Moissac, Francija
- Clavijo, španija
- Braga, Portugalska
- Reus, Španija